# Excalfactoria adansonii
La codorniz africana o codorniz azul africana (Excalfactoria adansonii), es una especie de ave galliforme de la familia Phasianidae nativa del África subsahariana.
Se distribuye desde Sierra Leona a Etiopía en el norte, a Zambia y el este de Kenia en el sur.
No se conocen subespecies. 